# Thapsagus
Thapsagus Simon, 1894 è un genere di ragni appartenente alla famiglia Linyphiidae.

## Distribuzione
L'unica specie oggi attribuita a questo genere è stata rinvenuta in Madagascar.

## Tassonomia
Dal 1894 non sono stati esaminati altri esemplari di questo genere.
A giugno 2012, si compone di una specie:
- Thapsagus pulcher Simon, 1894[3] — Madagascar